# Fandom
Фандом, познат и као Викија (поготово пре октобра 2016) и Викиситис (пре 2006) услуга је за хостинг викија и домен којим управља Викија инк., профитабилна делавер компанија коју су октобра 2004. основали Џими Вејлс и Анџела Бизли Старлинг и на челу са Перкинсом Милером као главним извршним директором. Фандом користи вики софтвер отвореног кода, Медијавики, истог ког користи Задужбина Викимедија. Викија инк. остварује приходе од оглашавања и проданог садржаја, објављујући највише текст који је пружио корисник под копилефт лиценцама. Компанија такође води придружени Фандом уреднички пројекат, нудећи вести о поп култури и гејмингу.